# Vratislav Lokvenc

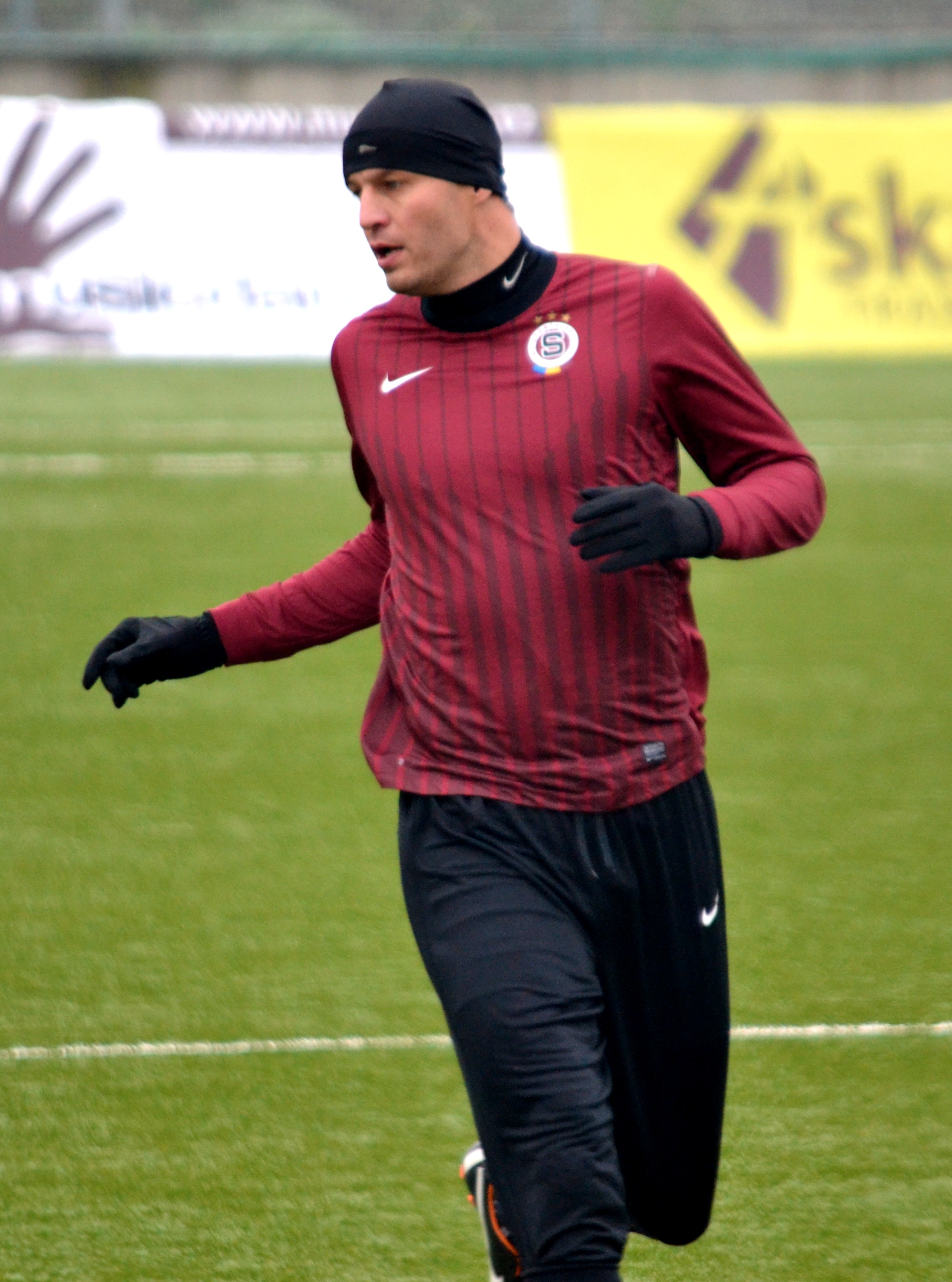
Vratislav Lokvenc (2013)

Vratislav Lokvenc (* 27. září 1973, Náchod) je bývalý český fotbalový útočník, který naposledy působil v německém klubu FC Ingolstadt 04. Vzhledem ke své výšce (196 cm) byl dobrým hlavičkářem. V sezóně 1999/00 se stal s 22 brankami nejlepším střelcem 1. české fotbalové ligy.
V současnosti působí jako skaut svého bývalého klubu FC Basilej, v roce 2013 plánoval studovat trenérskou licenci UEFA, ale neprošel sítem přijímaček. Je také členem týmu Real TOP Praha, v jehož dresu se zúčastňuje charitativních zápasů a akcí.

## Klubová kariéra
Profesionální kariéru začal v roce 1992 v SK Hradec Králové, odkud v roce 1994 přestoupil do Sparty Praha, se kterou získal 5 ligových titulů a v sezóně 1999/00 se s 22 góly umístil na první příčce mezi ligovými střelci. Na jaře 2000 dal v dresu Sparty v zápase proti Českým Budějovicím 4 branky a zařídil tak výhru na soupeřově hřišti 4:1. Stal se třetím čtyřgólovým střelcem v historii samostatné české ligy (po Josefu Obajdinovi a Robertu Vágnerovi).
V roce 2000 odešel do německé Bundesligy, kde hrál čtyři sezóny v 1. FC Kaiserslautern a jednu sezónu ve VfL Bochum. Od roku 2005 byl hráčem klubu FC Red Bull Salzburg v rakouské Bundeslize. V jarní části sezóny 2007/08 hostoval ve švýcarském celku FC Basilej, se kterým získal ligový titul.
Profesionální kariéru ukončil v létě 2009, kdy byl hráčem německého druholigového klubu FC Ingolstadt 04.

### Ligová bilance
| Ročník                                   | Zápasy | Góly | Klub                 |
| ---------------------------------------- | ------ | ---- | -------------------- |
| 1. československá fotbalová liga 1992/93 | 17     | 0    | SK Hradec Králové    |
| 1. česká fotbalová liga 1993/94          | 29     | 5    | SK Hradec Králové    |
| 1. česká fotbalová liga 1994/95          | 9      | 3    | SK Hradec Králové    |
| 1. česká fotbalová liga 1994/95          | 21     | 8    | AC Sparta Praha      |
| 1. česká fotbalová liga 1995/96          | 29     | 9    | AC Sparta Praha      |
| 1. česká fotbalová liga 1996/97          | 30     | 12   | AC Sparta Praha      |
| Gambrinus liga 1997/98                   | 29     | 12   | AC Sparta Praha      |
| Gambrinus liga 1998/99                   | 29     | 11   | AC Sparta Praha      |
| Gambrinus liga 1999/00                   | 25     | 22   | AC Sparta Praha      |
| Německá fotbalová Bundesliga 2000/01     | 30     | 9    | 1. FC Kaiserslautern |
| Německá fotbalová Bundesliga 2001/02     | 31     | 11   | 1. FC Kaiserslautern |
| Německá fotbalová Bundesliga 2002/03     | 30     | 8    | 1. FC Kaiserslautern |
| Německá fotbalová Bundesliga 2003/04     | 25     | 8    | 1. FC Kaiserslautern |
| Německá fotbalová Bundesliga 2004/05     | 32     | 10   | VfL Bochum           |
| Rakouská fotbalová Bundesliga 2005/06    | 5      | 0    | FC Red Bull Salzburg |
| Rakouská fotbalová Bundesliga 2006/07    | 23     | 5    | FC Red Bull Salzburg |
| Rakouská fotbalová Bundesliga 2007/08    | 17     | 3    | FC Red Bull Salzburg |
| Švýcarská Super League 2007/08           | 6      | 0    | FC Basel             |
| CELKEM                                   | 417    | 136  |                      |

## Reprezentační kariéra

### U21
V české fotbalové reprezentaci do 21 let debutoval Vratislav Lokvenc na turnaji ve Francii 9. června 1993 v utkání s Anglií, které skončilo nerozhodně 1:1.
Celkem odehrál za mládežnický výběr do 21 let 13 utkání (6 výher, 4 remízy, 3 prohry) a vstřelil 7 gólů.

### A-mužstvo
6. září 1995 debutoval Vratislav Lokvenc v A-mužstvu české fotbalové reprezentace v domácím kvalifikačním utkání o Mistrovství Evropy ve fotbale 1996 proti Norsku, když v 81. minutě vystřídal na hřišti Tomáše Skuhravého. Zápas skončil výhrou České republiky 2:0.
Svůj první gól zaznamenal v přátelském utkání na Olympijském stadionu v Soulu proti domácí reprezentaci Jižní Koreje, Lokvenc ve 32. minutě zvyšoval na průběžných 2:0, domácí tým stihl do konce srovnat stav na konečných 2:2.
Lokvenc nehrál pravidelně v základní sestavě, zapojoval se často do hry až v průběhu utkání jako střídající hráč.
Vratislav Lokvenc se zúčastnil těchto vrcholových turnajů:
- ME 2000 v Nizozemsku a Belgii
- ME 2004 v Portugalsku
- MS 2006 v Německu

Celkem si připsal za A-mužstvo ČR 74 startů s bilancí 51 výher, 10 remíz a 13 proher, vstřelil 14 gólů.

#### Konfederační pohár FIFA 1997
Česká republika se zúčastnila Konfederačního poháru FIFA v roce 1997 v saúdskoarabském Rijádu, kam se kvalifikovala jako finalista Mistrovství Evropy z roku 1996, neboť vítězné Německo se odmítlo zúčastnit. V základní skupině B se český tým postupně střetl s Jihoafrickou republikou, Uruguayí a Spojenými arabskými emiráty.
Do prvního utkání 13. prosince 1997 proti Jihoafrické republice (remíza 2:2) Lokvenc nezasáhl, ani ve druhém zápase 15. prosince 1997 proti Uruguayi (prohra ČR 1:2) nenastoupil.
V posledním utkání základní skupiny českého týmu proti Spojeným arabským emirátům 17. prosince 1997 střídal v 81. minutě Horsta Siegla, ČR vyhrála vysoko 6:1. Česká reprezentace obsadila se 4 body druhé místo ve skupině za 9-bodovou Uruguayí a v semifinále se střetla 19. prosince 1997 s Brazílií (Lokvenc nehrál, ČR podlehla jihoamerickému soupeři 0:2).
V zápase o třetí místo 21. prosince 1997 se ČR utkala se svým sokem ze základní skupiny Uruguayí, kterého tentokrát porazila 1:0 gólem Edvarda Lasoty a získala bronzové medaile. Vratislav Lokvenc nastoupil v základní sestavě a odehrál 88 minut, poté je vystřídal Michal Horňák.

#### Euro 2000
Český tým se na Euro 2000 kvalifikoval deseti výhrami a v žebříčku FIFA se nacházel na druhém místě za Brazílií, přesto nepatřil k favoritům turnaje, byl totiž nalosován do tzv. skupiny smrti, kde se utkal s favorizovanými mužstvy Francie a Nizozemí a nevyzpytatelným Dánskem. V prvním zápase 11. června 2000 proti Nizozemsku střídal Vratislav Lokvenc Pavla Nedvěda v 89. minutě krátce poté, co Frank de Boer proměnil pokutový kop nařízený italským rozhodčím Pierluigim Collinou. Český tým nestihl srovnat skóre a prohrál 0:1.
V dalším utkání 16. června s Francií střídal Lokvenc ve 49. minutě Radka Bejbla. V 60. minutě vstřelil vítězný gól Francie na 2:1 Youri Djorkaeff a rozhodl tak o tom, že český tým nepostoupí do čtvrtfinále.
Poslední utkání 21. června 2000 s Dánskem bylo střetnutím dvou týmů, které již neměly šanci postoupit, lépe je zvládl český celek, když vyhrál 2:0. Lokvenc střídal v 79. minutě Vladimíra Šmicra.

#### Euro 2004
Na evropském šampionátu 2004 v Portugalsku byl český tým nalosován do poměrně těžké skupiny D s Německem, Nizozemskem a Lotyšskem. Vratislav Lokvenc se představil pouze v posledním vystoupení českého celku v základní skupině proti Německu. Trenér Karel Brückner si mohl dovolit 9 změn v sestavě, národní tým už měl po výhrách 2:1 proti Lotyšsku a 3:2 proti Nizozemsku jistý postup do čtvrtfinále z prvního místa skupiny.
Lokvenc nastoupil v základní sestavě a hrál do 59. minuty, kdy byl za stavu 1:1 vystřídán Milanem Barošem. Český tým porazil Německo 2:1 a vyhrál skupinu s plným počtem bodů (9), ve čtvrtfinále přešel přes Dánsko (výhra 3:0) a v semifinále podlehl pozdějším mistrům Evropy Řekům 0:1 po prodloužení, rozhodl stříbrný gól Traianose Dellase.

#### Mistrovství světa 2006
Na MS 2006 v Německu se střetla česká reprezentace v základní skupině E postupně s USA, Ghanou a Itálií. V prvním utkání 12. června 2006 proti USA nastoupil Lokvenc od začátku druhého poločasu, když vystřídal střelce úvodního gólu Jana Kollera. Zápas skončil vítězstvím českého týmu 3:0.
17. června 2006 musela reprezentace strávit prohru 0:2 s Ghanou, Vratislav Lokvenc odehrál kompletní zápas a ve 49. minutě dostal žlutou kartu. Zároveň to bylo jeho poslední utkání v reprezentačním dresu, do posledního zápasu českého mužstva na šampionátu s Itálií (prohra ČR 0:2) už nezasáhl kvůli dvěma žlutým kartám. ČR obsadila nepostupové třetí místo se 3 body za Itálií a Ghanou.

#### Reprezentační góly a zápasy
Seznam všech 14 gólů Vratislava Lokvence v A-mužstvu české reprezentace:
| Gól | Datum        | Stadion                               | Soupeř      | Skóre (min.) | Výsledek | Soutěž                   | Gól         |
| --- | ------------ | ------------------------------------- | ----------- | ------------ | -------- | ------------------------ | ----------- |
| 010 | 027. 5. 1998 | Olympijský stadion, Soul, Jižní Korea | Jižní Korea | 00:200 (32.) | 2:2      | přátelské utkání         | padl ze hry |
| 02  | 028. 4. 1999 | Varšava, Polsko                       | Polsko      | 02:100 (79.) | 2:1      | přátelské utkání         | padl ze hry |
| 03  | 015. 8. 2001 | Sportovní areál Drnovice, Drnovice    | Jižní Korea | 03:000 (74.) | 5:0      | přátelské utkání         | padl ze hry |
| 04  | 005. 9. 2001 | Na Stínadlech, Teplice                | Malta       | 02:100 (37.) | 3:2      | Kvalifikace na MS 2002   | padl ze hry |
| 05  | 06. 10. 2001 | Letná, Praha                          | Bulharsko   | 04:000 (67.) | 6:0      | Kvalifikace na MS 2002   | padl ze hry |
| 06  | 013. 2. 2002 | GSP Stadium, Nikósie                  | Kypr        | 01:100 (51.) | 3:4      | přátelské utkání         | padl ze hry |
| 07  | 011. 6. 2003 | Andrův stadion, Olomouc               | Moldavsko   | 04:000 (88.) | 5:0      | Kvalifikace na Euro 2004 | padl ze hry |
| 08  | 011. 6. 2003 | Andrův stadion, Olomouc               | Moldavsko   | 05:000 (90.) | 5:0      | Kvalifikace na Euro 2004 | padl ze hry |
| 09  | 17. 11. 2004 | Arena Filip II, Skopje                | Makedonie   | 00:100 (88.) | 0:2      | Kvalifikace na MS 2006   | padl ze hry |
| 10  | 026. 3. 2005 | Na Stínadlech, Teplice                | Finsko      | 04:300 (87.) | 4:3      | Kvalifikace na MS 2006   | padl ze hry |
| 11  | 030. 3. 2005 | Andorra la Vella, Andorra             | Andorra     | 00:300 (53.) | 0:4      | Kvalifikace na MS 2006   | padl ze hry |
| 12  | 004. 6. 2005 | Stadion u Nisy, Liberec               | Andorra     | 01:000 (12.) | 8:1      | Kvalifikace na MS 2006   | padl ze hry |
| 13  | 004. 6. 2005 | Stadion u Nisy, Liberec               | Andorra     | 08:100 (90.) | 8:1      | Kvalifikace na MS 2006   | padl ze hry |
| 14  | 030. 5. 2006 | Stadion Střelnice, Jablonec nad Nisou | Kostarika   | 01:000 (82.) | 1:0      | přátelské utkání         | padl ze hry |

| Rok    | Zápasy | Góly |
| ------ | ------ | ---- |
| 1993   | 1      | 0    |
| 1994   | 6      | 3    |
| 1995   | 4      | 4    |
| 1996   | 2      | 0    |
| Celkem | 13     | 7    |

| Rok    | Zápasy | Góly |
| ------ | ------ | ---- |
| 1995   | 2      | 0    |
| 1997   | 4      | 0    |
| 1998   | 10     | 1    |
| 1999   | 8      | 1    |
| 2000   | 10     | 0    |
| 2001   | 11     | 3    |
| 2002   | 5      | 1    |
| 2003   | 5      | 2    |
| 2004   | 9      | 1    |
| 2005   | 5      | 4    |
| 2006   | 5      | 1    |
| Celkem | 74     | 14   |